# Ardisia obovata
Ardisia obovata är en viveväxtart som beskrevs av Hamilt. Ardisia obovata ingår i släktet Ardisia och familjen viveväxter. Utöver nominatformen finns också underarten A. o. blancheana.